# Фланьяк
Фланья́к (фр. Flagnac, окс. Flanhac) — коммуна во Франции, находится в регионе Окситания. Департамент — Аверон. Входит в состав кантона Деказвиль. Округ коммуны — Вильфранш-де-Руэрг.
Код INSEE коммуны — 12101.
Коммуна расположена приблизительно в 480 км к югу от Парижа, в 130 км северо-восточнее Тулузы, в 39 км к северо-западу от Родеза.

## Население
Население коммуны на 2008 год составляло 942 человека.
| 1962 | 1968 | 1975 | 1982 | 1990 | 1999 | 2008 |
| ---- | ---- | ---- | ---- | ---- | ---- | ---- |
| 830  | 788  | 902  | 988  | 905  | 888  | 942  |

## Экономика
В 2007 году среди 544 человек в трудоспособном возрасте (15—64 лет) 363 были экономически активными, 181 — неактивными (показатель активности — 66,7 %, в 1999 году было 68,1 %). Из 363 активных работали 352 человека (187 мужчин и 165 женщин), безработных было 11 (6 мужчин и 5 женщин). Среди 181 неактивных 37 человек были учениками или студентами, 98 — пенсионерами, 46 были неактивными по другим причинам.

## Достопримечательности
- Руины замка Пага[фр.] (XV век). Памятник истории с 1978 года[4]

## Фотогалерея

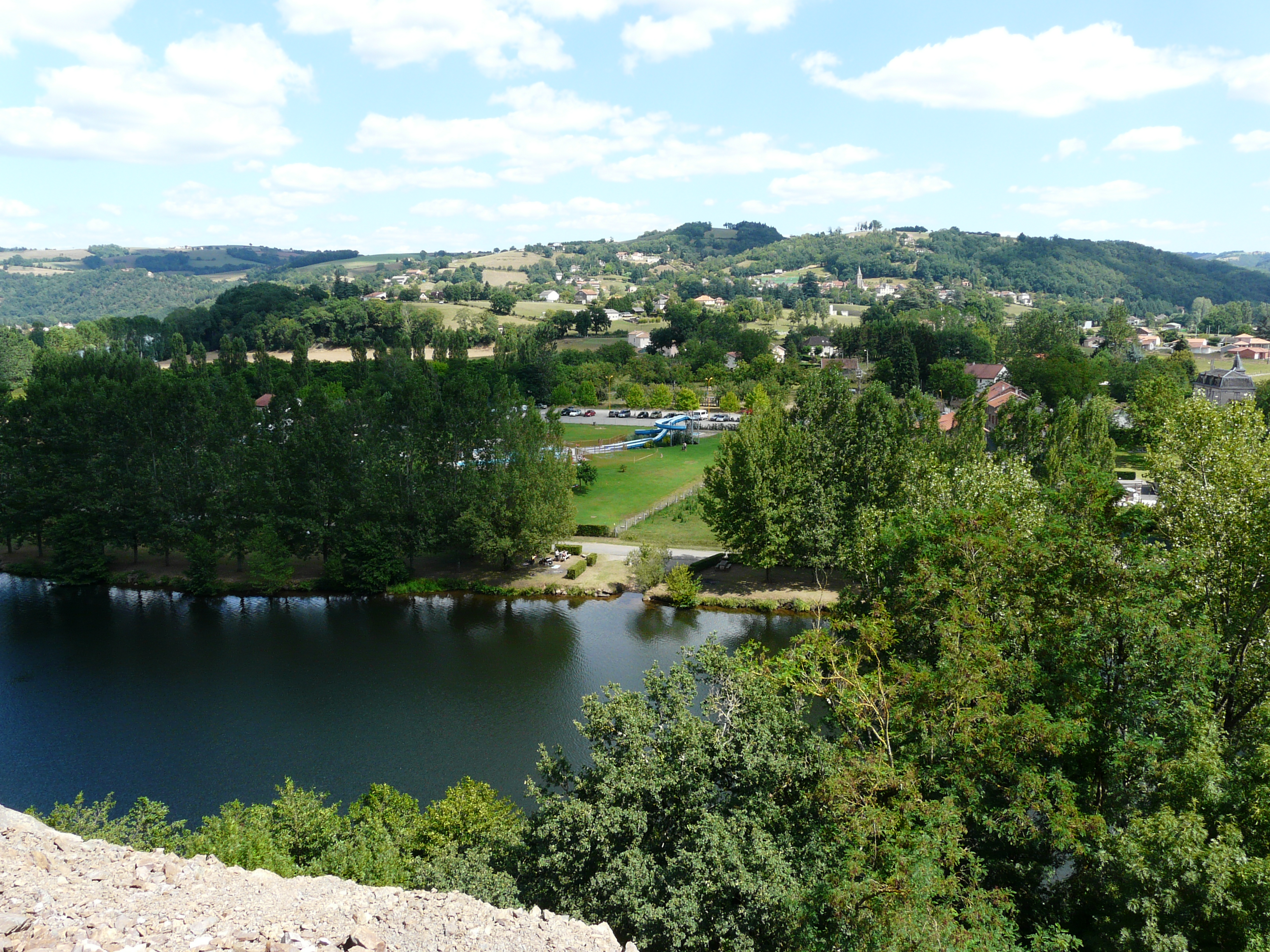
Фланьяк
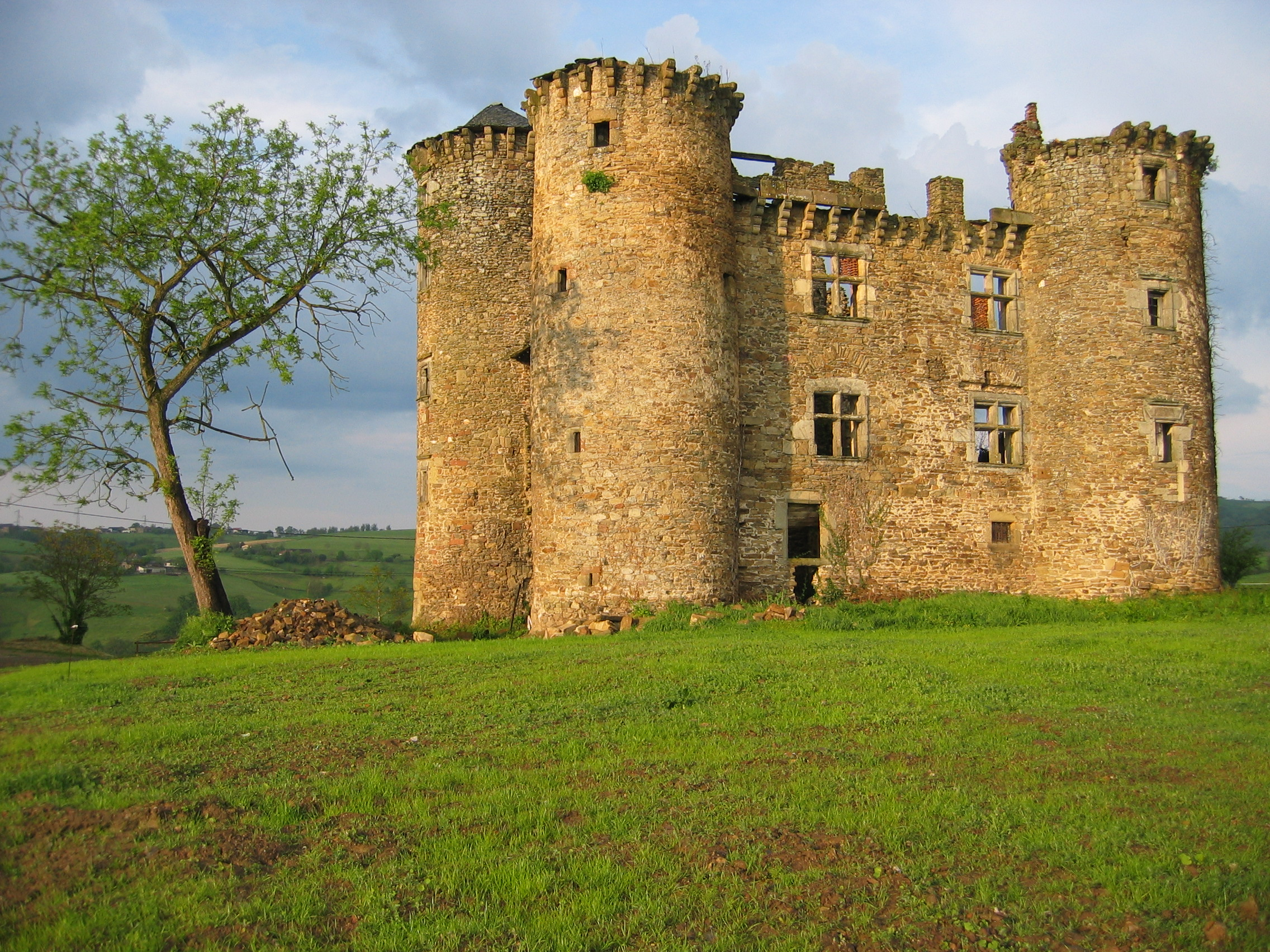
Замок Пага
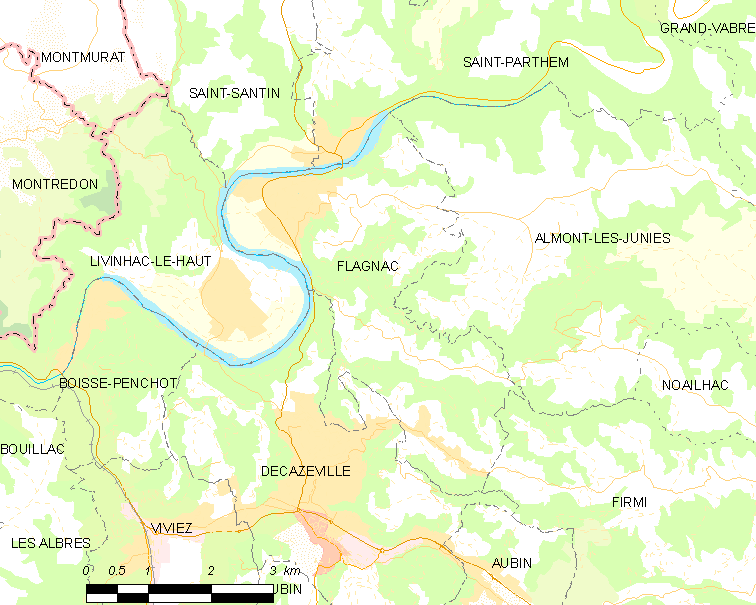
Карта коммуны